# Andrea Santarelli
Andrea Santarelli (Foligno, 3 giugno 1993) è uno schermidore italiano, specializzato nella spada.

## Palmarès

### Risultati élite
In carriera ha ottenuto i seguenti risultati:
Giochi olimpici
Individuale
A squadre
- Argento nella spada a Rio de Janeiro 2016

Mondiali
Individuale
- Bronzo nella spada a Budapest 2019

A squadre
- Oro nella spada a Milano 2023
- Argento nella spada a Il Cairo 2022

Europei
Individuale
- Argento nella spada a Düsseldorf 2019
- Bronzo nella spada a Genova 2025

A squadre
- Oro nella spada ad Adalia 2022
- Argento nella spada a Toruń 2016
- Argento nella spada a Basilea 2024
- Bronzo nella spada a Novi Sad 2018
- Bronzo nella spada a Genova 2025

Giochi europei
Individuale
A squadre
- Bronzo nella spada a Cracovia 2023

Campionati italiani
Individuale
- Argento nella spada a Torino 2015
- Bronzo nella spada a Palermo 2019

A squadre
- Oro nella spada a Acireale 2014
- Oro nella spada a Torino 2015
- Oro nella spada a Palermo 2019
- Oro nella spada ad Courmayeur 2022
- Oro nella spada a La Spezia 2023
- Argento nella spada a Gorizia 2017
- Bronzo nella spada a Bologna 2012
- Bronzo nella spada a Milano 2018

### Risultati giovani
Mondiali giovani
Individuale
- Bronzo nella spada a Parenzo 2013

A squadre
- Oro nella spada a Mar Morto 2011
- Oro nella spada a Parenzo 2013
- Argento nella spada a Baku 2010
- Argento nella spada a Mosca 2012

Mondiali cadetti
Individuale
- Bronzo nella spada a Belfast 2009

Europei Under-23
Individuale
- Argento nella spada a Tbilisi 2014
- Argento nella spada a Vicenza 2015

A squadre
- Oro nella spada a Tbilisi 2014
- Oro nella spada a Vicenza 2015

Europei giovani
Individuale
- Oro nella spada a Lobnja 2010
- Oro nella spada a Budapest 2013

A squadre
- Oro nella spada a Lobnja 2010
- Oro nella spada a Budapest 2013
- Bronzo nella spada a Parenzo 2012

Europei cadetti
Individuale
A squadre
- Oro nella spada ad Atene 2010

Campionati del mediterraneo giovani
Individuale
- Oro nella spada a Loures 2009

A squadre
Campionati del mediterraneo cadetti
Individuale
- Argento nella spada a Loures 2009

A squadre